# Municipio de Monjas
El municipio de Monjas es uno de los 570 municipios que conforman al estado mexicano de Oaxaca. Se enclava dentro de la región de la Sierra Sur y pertenece al distrito de Miahuatlán. La población del municipio era de 2 104 habitantes en 2005. La cabecera municipal se localiza en el poblado del mismo nombre, que cuenta con 641 habitantes. La mayor localidad es Santa María Velató, con 930 habitantes. Hay además 4 localidades más.
Colinda al este, norte y oeste con el municipio de Miahuatlán de Porfirio Díaz, y al sur con Santa Cruz Xitla.
Monjas nació como núcleo poblacional alrededor de una hacienda del siglo XVII. Debe su nombre a que existió un convento de monjas, del que aún es posible mirar los restos.
Monjas se encuentra a 1530 m snm, en la Sierra Madre del Sur. Debido a la altitud, goza de un clima templado, con veranos calurosos e inviernos frescos. El río principal es el río Bravo Miahuatlán. Por su clima, su orografía suave y la disponibilidad de agua, el municipio tiene como la actividad económica principal la agricultura.
Está a 9 km de distancia de la ciudad de Miahuatlán, con la que se comunica por la carretera estatal Oaxaca-San Pedro Pochutla. Por su cercanía con Miahuatlán, la actividad de Monjas está muy ligada a la esta última.